# Petter Karsten

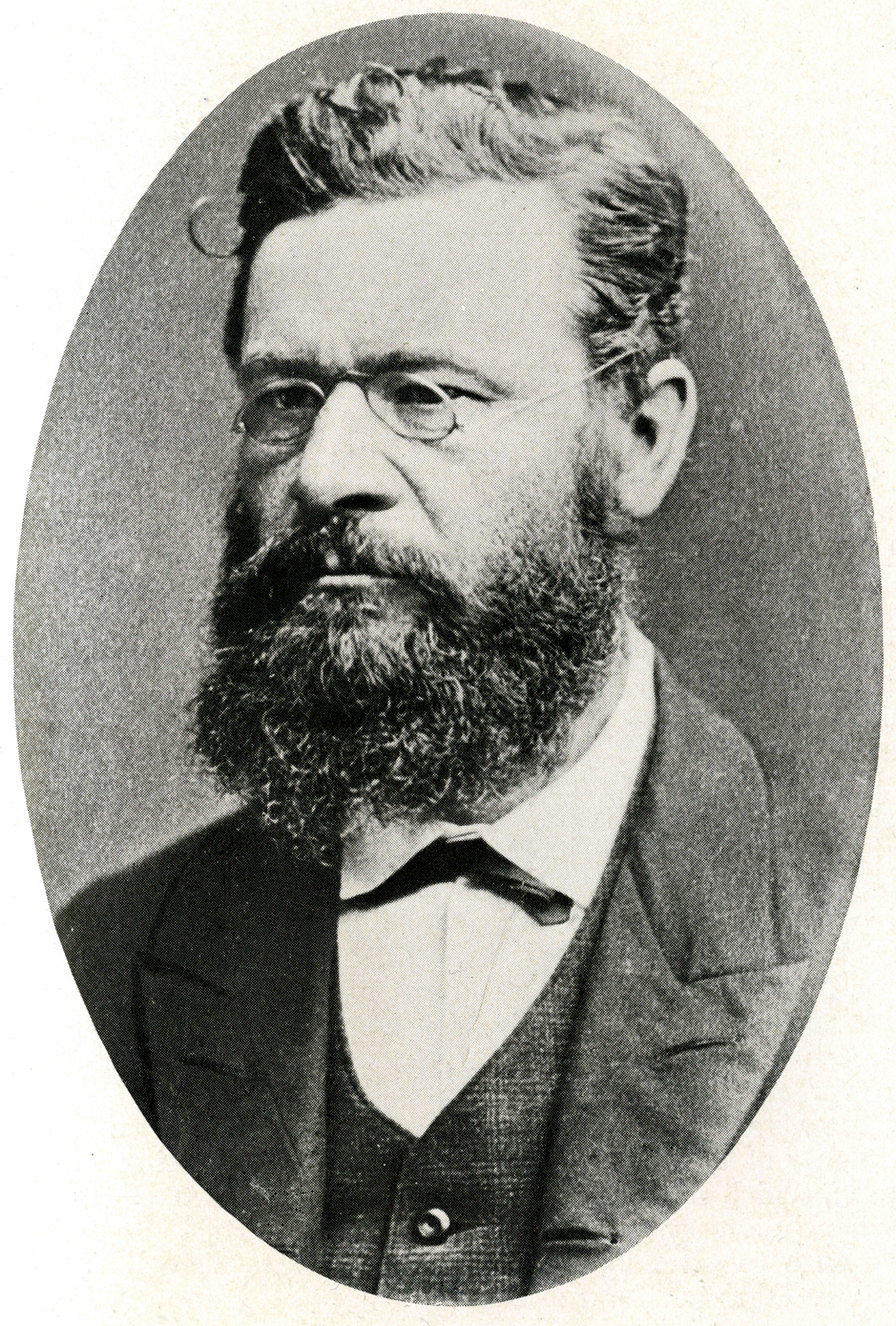
Petter Karsten

Petter Adolf Karsten (Merimasku, 16 de febrer de 1834 – 22 de març de 1917) va ser un micòleg finlandès.
Karsten nasqué a Merimasku prop de Turku, estudià a la Universitat de Helsinki, i es va traslladar a Tammela, on passà gran part de la seva vida i hi va ensenyar botànica.
Va donar nom a uns 200 nous gèneres i unes 2.000 espècies de fongs. La revista internacional de micologia Karstenia, rep el seu nom.